# Mestni pihalni orkester Škofja Loka
Mestni pihalni orkester Škofja Loka je ljubiteljski pihalni orkester iz Škofje Loke.
Ustanovljen je bil leta 1876.
Vodi ga dirigent Roman Grabner.

## O orkestru
Ustanovitev godbe sega v leto 1876.
20-članska zasedba Godbe prostovoljnega gasilskega društva iz začetka 20. stoletja je kasneje delovala kot sokolski orkester in Godba Lubnik.
Njegova glasba ni utihnila niti med drugo svetovno vojno.
Včasih je deloval pod imenom Pihalni orkester Škofja Loka.
Danes orkester deluje kot samostojno društvo v javnem interesu in šteje preko 50 članov.
Nastopa na prireditvah v okviru domače škofjeloške občine in širše, občasno tudi v tujini.
Bili so že v Avstriji, Belgiji, Franciji, Italiji, Nemčiji, pa na Hrvaškem in Poljskem.

## Loka jo piha
Od leta 2009 orkester organizira v Škofji Loki odmeven mednarodni festival pihalnih orkestrov Loka jo piha.
Na njem sodelujejo tako domače godbe in pihalni orkestri kot tudi gostje iz tujine.

## Dirigenti orkestra
- Oton Sadar
- Zoran Pianetzki st. (1909–1911)
- Jožef Trmota (1911–1912)
- Josip Eliška (1912–1913)
- Anton Pöschl (1913)
- Zoran Pianetzki ml. (1925–1927)
- Jože Matek
- Edvard Lipovšek
- Lojze Štajer (–1952)
- Miško Gal (1952–1954)
- Oskar Škulj (1954–)
- Ivo Gulić (1957–1974, 1986–2006)
- Franc Sever (1974–)
- Janez Ravnihar (1976–1985)
- Velimir Piskač (1985–)
- Roman Grabner (2006–danes)

## Nagrade in priznanja
- 2001 Državno tekmovanje slovenskih godb, zlata plaketa
- 2002 Državno tekmovanje slovenskih godb, zlata plaketa
- 2003 Škofja Loka: Priznanja Občine Škofja loka za leto 2003, zlati grb Občine Škofja Loka (dirigent Ivo Gulić za petdesetletno delovanje na področju kulturnega in javnega življenja v občini)[5]
- 2013 Ormož: 18. tekmovanje godb Slovenije v zabavnem programu za pokal Vinka Štrucla 2013, zlata plaketa (kategorija do 40 članov), pokal Vinka Štrucla (za doseženo prvo mesto)[6][7]
- 2016 Škofja Loka: Priznanja Občine Škofja loka za leto 2016, zlati grb Občine Škofja Loka (ob 140-letnici delovanja na področju kulture)[8]
- 2017 Ormož: 22. tekmovanje godb Slovenije v zabavnem programu za pokal Vinka Štrucla, zlata plaketa s pohvalo (kategorija do 34 članov), pokal Vinka Štrucla (za doseženo prvo mesto)[9][10]

## Diskografija
- Pihalni orkester Škofja Loka – Koncert ob 70-letnici, dirigent Ivo Gulić (kaseta, 1996)
- Mestni pihalni orkester Škofja Loka – Loka jo piha: 140 let (1876–2016), dirigent Roman Grabner (COBISS) (CD, Mestni pihalni orkester Škofja Loka, 2016)